# Idiosepius minimus
Idiosepius minimus är en bläckfiskart som först beskrevs av D'Orbigny 1835 in Férussac.  Idiosepius minimus ingår i släktet Idiosepius och familjen Idiosepiidae. IUCN kategoriserar arten globalt som otillräckligt studerad. Inga underarter finns listade i Catalogue of Life.